# Ковзанярський спорт на зимових Олімпійських іграх 2006
Змагання з ковзанярського спорту на зимових Олімпійських іграх 2006 тривали з 11 до 25 лютого на Овалі Лінготто в Турині (Італія). Розіграно 12 комплектів нагород.

## Чемпіони та призери

### Чоловіки
| Дисципліна        | Золото                                                                             | Золото   | Срібло                                                                                      | Срібло   | Бронза                                                                                     | Бронза            |
| ----------------- | ---------------------------------------------------------------------------------- | -------- | ------------------------------------------------------------------------------------------- | -------- | ------------------------------------------------------------------------------------------ | ----------------- |
| 500 метрів        | Джоуї Чік · США                                                                    | 69.76    | Дмитро Дорофєєв · Росія                                                                     | 70.41    | Лі Ган Сок · Південна Корея                                                                | 70.43             |
| 1000 метрів       | Шейні Дейвіс · США                                                                 | 1:08.89  | Джоуї Чік · США                                                                             | 1:09.16  | Ербен Веннемарс · Нідерланди                                                               | 1:09.32           |
| 1500 метрів       | Енріко Фабріс · Італія                                                             | 1:45.97  | Шейні Дейвіс · США                                                                          | 1:46.13  | Чед Гедрік · США                                                                           | 1:46.22           |
| 5000 метрів       | Чед Гедрік · США                                                                   | 6:14.68  | Свен Крамер · Нідерланди                                                                    | 6:16.40  | Енріко Фабріс · Італія                                                                     | 6:18.25           |
| 10000 метрів      | Боб де Йонг · Нідерланди                                                           | 13:01.57 | Чед Гедрік · США                                                                            | 13:05.40 | Карл Вергейєн · Нідерланди                                                                 | 13:08.80          |
| Командні перегони | Італія · Маттео Анезі · Стефано Донагранді* · Енріко Фабріс · Іпполіто Санфрателло | 3:44.46  | Канада · Арне Денкерс · Стівен Елм · Денні Моррісон* · Джейсон Паркер* · Джастін Варсилевич | 3:47.28  | Нідерланди · Свен Крамер · Рінтьє Рітсма* · Марк Тюйтерт · Карл Вергеєн · Ербен Веннемарс* | 3:44.53 (Фінал B) |

* Ковзанярі, що не брали участі у фінальному заїзді, але одержали нагороди.

### Жінки
| Дисципліна        | Золото                                                                                              | Золото  | Срібло                                                                                   | Срібло  | Бронза                                                                                                   | Бронза            |
| ----------------- | --------------------------------------------------------------------------------------------------- | ------- | ---------------------------------------------------------------------------------------- | ------- | --- | ----------------- |
| 500 метрів        | Світлана Журова · Росія                                                                             | 76.57   | Ван Маньлі · Китай                                                                       | 76.78   | Жень Хуей · Китай                                                                                        | 76.87             |
| 1000 метрів       | Маріанне Тіммер · Нідерланди                                                                        | 1:16.05 | Сінді Классен · Канада                                                                   | 1:16.09 | Анні Фрізінґер · Німеччина                                                                               | 1:16.11           |
| 1500 метрів       | Сінді Классен · Канада                                                                              | 1:55.27 | Крістіна Грувз · Канада                                                                  | 1:56.74 | Ірен Вюст · Нідерланди                                                                                   | 1:56.90           |
| 3000 метрів       | Ірен Вюст · Нідерланди                                                                              | 4:02.43 | Ренате Ґруневолд · Нідерланди                                                            | 4:03.48 | Сінді Классен · Канада                                                                                   | 4:04.37           |
| 5000 метрів       | Клара Г'юз · Канада                                                                                 | 6:59.07 | Клаудія Пехштайн · Німеччина                                                             | 7:00.08 | Сінді Классен · Канада                                                                                   | 7:00.57           |
| Командні перегони | Німеччина · Даніела Аншюц-Томс · Анні Фрізінґер · Люсіль Опіц* · Клаудія Пехштайн · Забіне Фелькер* | 3:01.25 | Канада · Крістіна Грувз · Клара Г'юз · Сінді Классен* · Крістін Несбітт · Шеннон Ремпел* | 3:02.91 | Росія · Катерина Абрамова · Варвара Баришева* · Галина Лихачова* · Катерина Лобишева · Світлана Високова | Виграли (Фінал B) |

* Ковзанярки, що не брали участі у фінальному заїзді, але одержали нагороди.

## Таблиця медалей
| Місце               | Країна               | Золото | Срібло | Бронза | Загалом |
| ------------------- | -------------------- | ------ | ------ | ------ | ------- |
| 1                   | США (USA)            | 3      | 3      | 1      | 7       |
| 2                   | Нідерланди (NED)     | 3      | 2      | 4      | 9       |
| 3                   | Канада (CAN)         | 2      | 4      | 2      | 8       |
| 4                   | Італія (ITA)         | 2      | 0      | 1      | 3       |
| 5                   | Німеччина (GER)      | 1      | 1      | 1      | 3       |
| 5                   | Росія (RUS)          | 1      | 1      | 1      | 3       |
| 7                   | Китай (CHN)          | 0      | 1      | 1      | 2       |
| 8                   | Південна Корея (KOR) | 0      | 0      | 1      | 1       |
| Загалом (8 збірних) | Загалом (8 збірних)  | 12     | 12     | 12     | 36      |

## Рекорди
Через поєднання невеликої висоти над рівнем моря та високої вологості лід на Овалі Лінготто був досить повільним, як порівняти з ковзанками на попередніх зимових Олімпійських іграх, як-от Олімпійським овалом Юти. Тож на цих Іграх не встановлено жодного світового рекорду, а олімпійські - тільки в нових дисциплінах, командних перегонах переслідування серед чоловіків та жінок. 
| Дисципліна                   | Дата      | Раунд        | Команда                                                          | Час     | ОР | СР |
| ---------------------------- | --------- | ------------ | ---------------------------------------------------------------- | ------- | -- | -- |
| Командні перегони (чоловіки) | 15 лютого | Заїзд 1      | Німеччина · Штефан Гайтауер · Роберт Леманн · Тобіас Шнайдер     | 3:49.59 | OR |    |
| Командні перегони (чоловіки) | 15 лютого | Заїзд 3      | Нідерланди · Рінтьє Рітсма · Марк Тюйтерт · Карл Вергейєн        | 3:48.02 | OR |    |
| Командні перегони (чоловіки) | 15 лютого | Заїзд 4      | Канада · Арне Денкерс · Стівен Елм · Денні Моррісон              | 3:47.37 | OR |    |
| Командні перегони (чоловіки) | 15 лютого | Чвертьфінали | Нідерланди · Свен Крамер · Карл Вергейєн · Ербен Веннемарс       | 3:44.65 | OR |    |
| Командні перегони (чоловіки) | 15 лютого | Чвертьфінали | Італія · Маттео Анезі · Енріко Фабріс · Іпполіто Санфрателло     | 3:43.64 | OR |    |
| Командні перегони (жінки)    | 15 лютого | Заїзд 1      | Норвегія · Аннетте Б'єлькевік · Гедвіґ Б'єлькевік · Марен Геуґлі | 3:06.34 | OR |    |
| Командні перегони (жінки)    | 15 лютого | Заїзд 3      | Росія · Катерина Абрамова · Галина Лихачова · Катерина Лобишева  | 3:05.93 | OR |    |
| Командні перегони (жінки)    | 15 лютого | Чвертьфінали | Канада · Крістіна Грувз · Сінді Классен · Крістін Несбітт        | 3:01.24 | OR |    |

## Країни-учасниці
У змаганнях з ковзанярського спорту на Олімпійських іграх у Турині взяли участь спортсмени 19-ти країн.
- Австрія (1)
- Білорусь (1)
- Бельгія (1)
- Канада (18)
- Китай (15)
- Чехія (1)
- Фінляндія (4)
- Німеччина (13)
- Італія (8)
- Японія (19)
- Казахстан (4)
- Південна Корея (14)
- Нідерланди (20)
- Норвегія (10)
- Польща (5)
- Румунія (2)
- Росія (19)
- Швеція (2)
- США (18)